# Chosroes decoratus
Chosroes decoratus is een vlokreeftensoort uit de familie van de Gammarellidae. De wetenschappelijke naam van de soort is voor het eerst geldig gepubliceerd in 1932 door K.H. Barnard.